# Namensänderungsgesetz
Das Gesetz über die Änderung von Familiennamen und Vornamen (Namensänderungsgesetz – NamÄndG) vom 5. Januar 1938 regelt die Änderung des Familiennamens von deutschen Staatsangehörigen oder Staatenlosen, soweit diese ihren Wohnsitz oder gewöhnlichen Aufenthalt im Inland haben. Das Gesetz ist nach Art. 125 des Grundgesetzes Bundesrecht geworden.

## Wesentlicher Inhalt
Der Familienname oder Vorname (§ 11) kann auf Antrag geändert werden (§ 1). Nach § 3 Abs. 1 muss ein wichtiger Grund die Änderung rechtfertigen. Ein solcher liegt insbesondere vor, wenn der frühere Familienname oder Vorname nicht geführt werden kann, weil dies vor Einbürgerung durch einen früheren Heimatstaat verboten war (§ 3a). Ist zweifelhaft, welcher Familienname zu führen ist, kann dieser von Amts wegen mit allgemein verbindlicher Wirkung festgestellt werden (§ 8).
Die Regelung der Zuständigkeit obliegt dem Landesrecht. Die namensrechtlichen Vorschriften des Bürgerlichen Gesetzbuchs bleiben unberührt. Das Gesetz über die Selbstbestimmung in Bezug auf den Geschlechtseintrag von 2024 ist gegenüber dem NamÄndG lex specialis.

## Frühere Bedeutung
Der heute entfallene § 7 ermöglichte dem Reichsminister des Innern binnen einer Frist bis Ende 1940 den Widerruf solcher Namensänderungen, die vor der Machtergreifung am 30. Januar 1933 genehmigt worden waren, nunmehr aber nicht „als erwünscht“ anzusehen seien.
Der heute entfallene § 12 ermächtigte den Reichsminister des Innern, Vorschriften über die Führung von Vornamen zu erlassen und von Amts wegen die Änderung von Vornamen vorzunehmen, die diesen Vorschriften nicht entsprechen. – Diese Formulierung zielte auf die geplante Kennzeichnung aller Juden durch einen Zwangsvornamen.
Der § 7 zielte insbesondere auf assimilierte Juden ab, die einen als typisch jüdisch geltenden Nachnamen abgelegt und sich nach nationalsozialistischer Ansicht damit getarnt hätten.
Als wesentlich schwerwiegender stellte sich die im § 12 erteilte Ermächtigung aus: Mit einer zweiten Durchführungsverordnung wurde am 17. August 1938 die Namensänderungsverordnung erlassen, nach der Juden den Vornamen Israel oder Sara annehmen und im amtlichen Verkehr nennen mussten. Das war „der erste Versuch einer allgemeinen, äußerlichen Kennzeichnung der Juden“.

## Entstehung
Initiativen für ein besonderes jüdisches Namensrecht sind frühzeitig nachzuweisen. Bereits 1934 hatte Wilhelm Frick seine Befürchtung geäußert, Juden könnten ihre Identität durch Namensänderung verschleiern. Am 19. Juli 1935 unterbreitete er Adolf Hitler einen Entwurf, wonach Juden nur dann eine Namensänderung gestattet werden durfte, sofern der neue Name als jüdisch zu identifizieren sei. Abkömmlinge von Juden, die Anfang des 19. Jahrhunderts fürstliche deutsche Namen angenommen hatten, sollten auf Anregung von Franz Gürtner gezwungen werden, diesen Familiennamen abzulegen und den früheren jüdischen Namen anzunehmen. Im Herbst 1936 forderte Martin Bormann vom Stab des Stellvertreters des Führers, dass alle Juden zu ihren Familiennamen den Zusatz „Jude“ führen sollten. Dieser Plan wurde im Frühjahr 1937 erneut vorgebracht. Auf Drängen der Parteigenossen gab das Reichsinnenministerium am 10. August 1937 einen Runderlass heraus, der ein Verbot der Namensänderungen von jüdischen Mischlingen verfügte.
Bormann kritisierte den Erlass als unzureichend. Wilhelm Frick ließ daraufhin einen Entwurf für eine besondere Kennzeichnung von Juden anfertigen, der die zusätzliche Führung eines typisch jüdischen Vornamens vorsah und am 6. Oktober 1937 vorgelegt wurde. Reinhard Heydrich als Chef der Sicherheitspolizei, stimmte dem Gesetzentwurf unter der Bedingung zu, auch an der Durchführungsverordnung beteiligt zu werden. Nach dem Einverständnis von Reichsführer SS Heinrich Himmler stimmte auch Bormann zu. Die genauen Bestimmungen wurden zwischen dem Reichsinnenministerium und der Sicherheitspolizei ausgehandelt, von Hans Globke abgefasst und in der Namensänderungsverordnung umgesetzt.

## Sprachliche Anpassung
Im März 2021 wurden sprachliche Relikte aus der Zeit der Entstehung des Gesetzes beseitigt. Der bis dahin noch mehrfach im Gesetz vorhandene Begriff „Reichsminister des Inneren“ wurde gestrichen oder durch die Bezeichnung „Bundesministerium des Innern, für Bau und Heimat“ ersetzt.

## Österreich
Infolge des Anschluss Österreichs trat dort das Namensänderungsgesetz am 1. Februar 1939 in Kraft. Erst zum 1. Juli 1988 wurde es durch ein neues, mit Änderungen bis heute geltendes, Gesetz abgelöst.